# Анден
Анден (на френски: Andenne) е град в Южна Белгия, окръг Намюр на провинция Намюр. Населението му е около 24 400 души (2006). Градът е разположен на двата бряга на река Маас.

## Известни личности
Света Бега, дъщеря на Пипин Стари и майка на Пипин Ерсталски, основава в Анден манастир и е първата абатиса в него. Погребана е в Анден.